# David Hogan (snooker)
Pour les articles homonymes, voir David Hogan.
David Hogan est un joueur de snooker de nationalité irlandaise. Il est né le 7 mai 1988 et est originaire de Nenagh dans le comté de Tipperary-Nord.

## Carrière
David Hogan n'était que troisième au classement irlandais avant le championnat d'Europe EBSA 2009 mais sa victoire 7-4 en finale face à son compatriote Mario Fernandez lui permit d'intégrer le circuit professionnel lors de la saison 2009-2010. Il gagna 9-8 son match du premier tour du championnat du Royaume-Uni 2009 contre Noppadol Sangnil mais s'inclina 7-9 au tour suivant face à Tom Ford. Il gagna également son premier match du championnat du monde 2010 en battant Li Hang par 10-9 mais rencontra de nouveau Tom Ford au tour suivant et fut battu par 10-3. 
Ayant perdu au premier tour des quatre autres tournois comptant pour le classement mondial, il termina 85e et ne put conserver sa place sur le circuit professionnel. Il l'a retrouve lors de la saison 2011-2012 en terminant en tête du classement irlandais. Cette seconde saison s'avérera aussi décevante puisque son meilleur résultat (aux Masters de Shanghai 2011) sera dû à deux victoires par forfait sur Lucky Vatnani et Bjorn Haneveer avant qu'il soit sèchement éliminé (0-5) au troisième tour préliminaire par Alan McManus.

## Vie personnelle
En dehors du snooker, David Hogan travaille comme chauffeur de taxi dans l'entreprise familiale. Il a également pratiqué le hurling et le football gaélique dans des clubs locaux.

## Palmarès
| Légende | Catégorie                      | Titres                         | Finales                        |
|         | Tournois classés               | 0                              | 0                              |
|         | Tournois non classés           | 0                              | 0                              |
|         | Tournois amateurs              | 1                              | 0                              |
| Gras    | Tournois de la triple couronne | Tournois de la triple couronne | Tournois de la triple couronne |

### Titres
| Saison | Nom du tournoi               | Lieu   | Finaliste       | Score |
| 2009   | Championnat d'Europe amateur | Duffel | Mario Fernandez | 7-4   |